# Douglas Aircraft
Douglas Aircraft Company grundades av Donald Wills Douglas, Sr i juli 1921 i Santa Monica, Kalifornien, sedan han upplöst bolaget Davis-Douglas Company. En tidig berömd framgång var den första flygningen jorden runt i ett flygplan från Douglas, 1924.

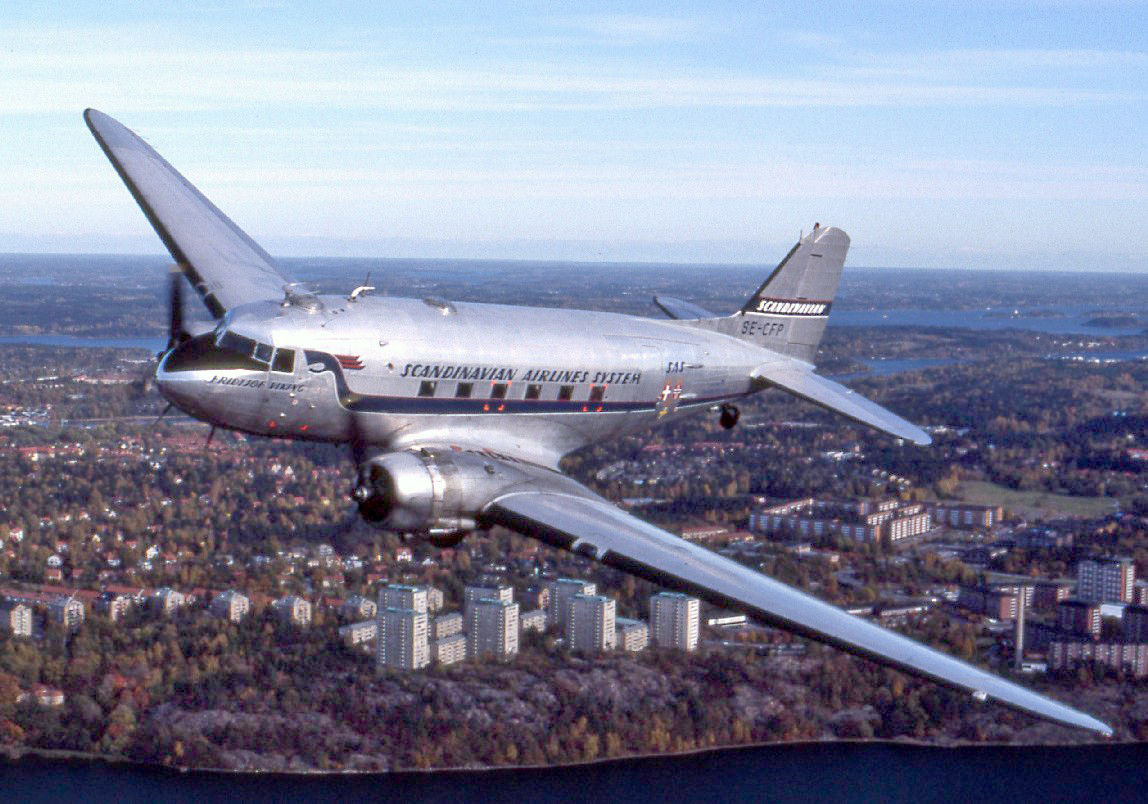
DC-3:an Daisy över Lidingö i oktober 1989.

## Douglas DC
Företaget är mest berömt för sin DC-serie (där DC står för Douglas Commercial Aircraft), innefattande bland annat vad som anses vara det viktigaste transportflygplanet som någonsin byggts, DC-3, som även tillverkades i flera militära versioner för bland annat US Army Air Forces (C-47 Skytrain), US Navy (R3D), Royal Air Force (Dakota), Flygvapnet (Tp 79). Sammantaget byggde Douglas ett stort antal versioner för USA:s väpnade styrkor, i synnerhet US Army Air Forces.
Inledningsvis tillverkade företaget torpedbombplan för USA:s flotta, men utvecklade ett antal varianter på dessa flygplan, bland annat spaningsplan och ett plan för kommersiell befordran av flygpost. Under de första fem åren producerade företaget mer än 100 flygplan årligen. Bland de första anställda hos Douglas kan nämnas Edward Heinemann, James Kindelberger och Jack Northrop. Företaget kvarstannade på den militära marknaden och inledde även produktion av amfibieflygplan under det sena 1920-talet, då även deras fabriksanläggning flyttade till Santa Monica. Fabriksområdet i Santa Monica var så stort att flickorna som delade ut internposten använde rullskridskor. Vid slutet av andra världskriget hade Douglas anläggningar i Santa Monica, Kalifornien, El Segundo, Kalifornien, Long Beach, Kalifornien, Torrance, Kalifornien, Tulsa, Oklahoma, Midwest City, Oklahoma och Chicago, Illinois.
Under 1934 tog Douglas fram ett kommersiellt, två-motorigt passagerarflygplan, DC-2, vilket året efteråt följdes av den mer berömda större och uppgraderade versionen DC-3. Det stora antal flygplan som tillverkats av Douglas innefattar såväl trafikflygplan, lätta och medeltunga bombplan, jaktplan, transportflygplan, spaningsplan och experimentflygplan. Under andra världskriget byggde Douglas tillsammans med Vega Aircraft Corporation B-17 (Flygande fästningen) åt Boeing. Efter kriget kom Douglas även att licenstillverka Boeing B-47 Stratojet.
År 1967 utvidgade företaget sin tillverkningskapacitet för att möta efterfrågan efter passagerarflygplanen DC-8 och DC-9, samt attackplanet A-4 Skyhawk. Kvalitets- och finansiella problem, tillsammans med brister i samband med Vietnamkriget, fick Douglas att gå med på en sammanslagning med McDonnell Aircraft Corporation för att bilda McDonnell Douglas. Företaget var ovilligt att ta några risker utan sökte produktutveckla sig genom förädlingar av befintliga modeller. Sålunda blev DC-9 i senare uppgraderade versioner omdöpt till MD-80 och sedermera MD-90. DC-10 utvecklades på samma sätt till MD-11. Nya idéer saknades dock inte, både en tvåmotorig version av MD-11 kallad MD-12 fanns på ritbordet, liksom ett större passagerarflygplan i två våningar. Flera gånger var samarbeten med europeiska Airbus påtänkta, och risken för detta gjorde att företaget slutligen köptes 1997 upp av Boeing, vilket utgjorde slutet på 75 års flygplansproduktion under namnet Douglas. Det sista trafikflygplanet, Boeing 717 (en omkonstruktion av MD-90), togs ur produktion i maj 2006. Tillverkningen av C-17 Globemaster III är planerad att fortsätta i Long Beach till 2008.

## Flygplansmodeller

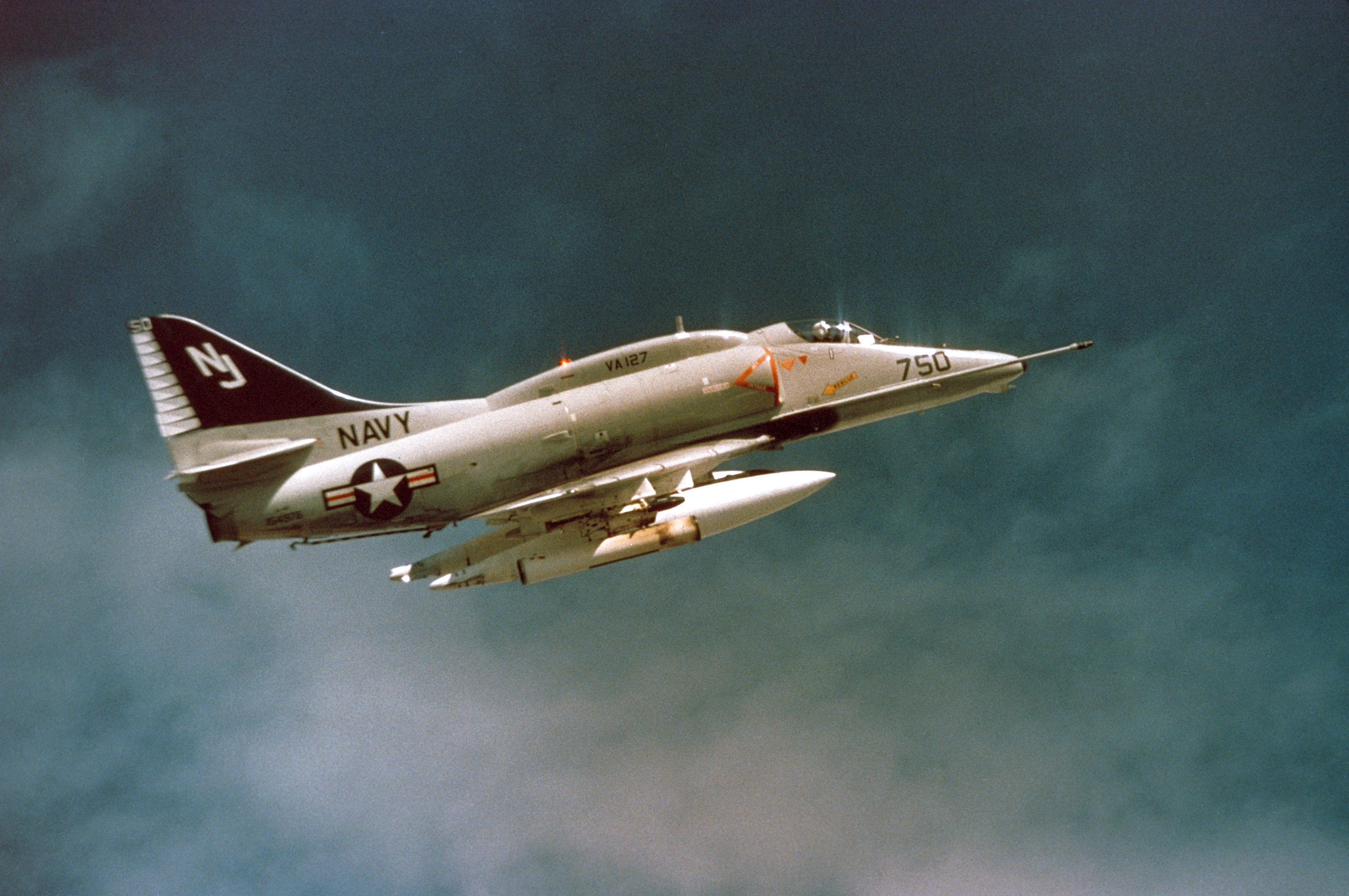
A-4F Skyhawk

- DT-1 (1921)
- DWC (1923)
- O-2 (1924)
- C-1 (1925)
- M-1 (1925)
- T2D (1927)
- BT-1/BT-2 (1930)
- Dolphin (1930)
- O-31 (1930)
- B-7/O-35 (1931)
- XT3D (1931)
- DC-1 (1933)
- DC-2 (1934)
- B-18 Bolo (1935)
- DC-3 (1935)
- TBD Devastator (1935)
- A-20 Havoc (1938)
- SBD Dauntless (1938)
- Douglas DC-4E  (1938)
- B-23 Dragon (1939)
- DC-4 (1939)
- DC-5 (1939)
- Douglas XB-19  (1941)
- A-26 Invader (1941?)
- BTD Destroyer (1943)
- XA-42/XB-42 (1944)
- A-1 Skyraider (1945)
- Douglas C-74 Globemaster (1945)
- XB-43 (1946)
- DC-6 (1946)
- D-558-1 Skystreak (1947)
- D-558-2 Skyrocket (1948)
- F3D Skyknight (1948)
- C-124 Globemaster II (1949)
- A2D Skyshark (1950)
- F4D Skyray (1951)
- A-3 Skywarrior (1952)
- X-3 Stiletto (1952)
- A-4 Skyhawk (1954)
- B-66 Destroyer (1954)
- DC-7 (1955?)
- F5D Skylancer (1956)
- C-133 Cargomaster (1956)
- F6D Missileer (1958)
- DC-8 (1958)
- DC-9 (1965)
- DC-10 (1976?)

## Robotvapen och rymdraketer
- Roc I
- AIM-7 Sparrow
- AIR-2 Genie
- Nike Ajax
- Nike Hercules
- Nike Zeus
- Honest John
- PGM-17 Thor
- Delta
- Saturn S-IVB stage